# Irenes Serenade
Die Irenes Serenade war ein griechischer Öltanker, der am 23. Februar 1980 in der Bucht von Pylos explodierte, wobei rund 100.000 Tonnen Öl ausliefen.

## Geschichte

### Der Unfall
Der Tanker Irenes Serenade befand sich im Februar 1980 auf einer Reise mit 102.660 Tonnen Rohöl der Sorte „Iraqi crude (Kirkuk Blend)“ von Syrien nach Triest. Am 23. Februar lief er zum Bunkern die Bucht von Pylos an und ankerte dort. Während des Bunkervorgangs ereignete sich unter der Back des Schiffes eine Explosion, die die Ölladung des Schiffes in Brand setzte. Vom brennenden Schiff breitete sich ein etwa zwei Seemeilen breiter Ölteppich aus. Zwei Mann der Besatzung kamen bei dem Unglück ums Leben, der Rest konnte gerettet werden. Der Havarist und dessen Umgebung brannten für etwa 14 Stunden und der Tanker sank am folgenden Morgen vor dem Hafen von Pylos, nahe der Insel Sfaktiria.

### Ölverschmutzungen
Das ausgetretene Öl innerhalb der Bucht trat zunächst größtenteils als zähflüssiger Verbrennungsrückstand in Erscheinung. Weiteres unverbranntes Öl stieg vom Wrack auf. Eine am Folgetag nach dem Sinken durchgeführte Untersuchung durch Taucher zeigte, dass die Ladetanks aufgebrochen und nahezu geleert waren. Die weiter austretenden Ölmengen stammten größtenteils aus den Bunkertanks, kleinere Restmengen traten aus den Ladetanks innerhalb des Wracks aus. Entlang der felsigen Küste bildeten sich Bereiche mit einer Öl-Wasser-Emulsion. Einige Strände wurden verölt, in anderen Bereichen zeigten sich große Anlandungen von veröltem Seegras. Während der auf den Unfall folgenden Wochen gelangten immer wieder kleinere Teilmengen des Öls aus der Bucht und verschmutzten Küstenbereiche, die bis zu 100 km entfernt lagen. Durch Luftüberwachungen entdeckte man weitere 10- bis 20.000 Tonnen Öl, die außerhalb der Bucht einen Ölteppich auf offener See bildeten. Dieser Teppich wurde nicht behandelt und löste sich auf natürliche Weise auf.

### Reinigungsarbeiten
Die Reinigungsarbeiten konzentrierten sich in erster Linie auf die Beseitigung der verbrannten Ölrückstände, der Emulsion und des Bunkeröls des Schiffs. An der Leeseite des Wracks brachte man zügig Auffangeinrichtungen aus, um die Ausbreitung des Öl einzuschränken. Das Öl wurde von Fischkuttern abgeschöpft und in mehr als 50.000 Säcken und Fässern gesammelt. Eine grundlegende Reinigung an Land fand allerdings während der rund sechs Wochen nach dem Unglück andauernden Hauptarbeiten nur an den touristisch wichtigen Stränden statt.
Der Abtransport und die Lagerung des gesammelten Materials stellten sich als schwierig und teuer heraus. Erst nach zwei Wochen Reinigungsarbeit konnten sich die Behörden auf ein etwa 100 km entferntes Minengelände bei Megalopoli als Lagerplatz einigen.
Nach der Hauptreinigungsphase wurden noch kleinere Arbeiten ausgeführt und eine Überwachung des Wracks fortgeführt. Da immer wieder kleinere Ölleckagen auftraten, beschloss man rund ein Jahr nach dem Unfall, die eingeschlossenen Restmengen mit Sprengungen zutage zu fördern, was auch gelang.